# Monanthotaxis vogelii
Monanthotaxis vogelii là loài thực vật có hoa thuộc họ Na. Loài này được (Hook.f.) Verdc. mô tả khoa học đầu tiên năm 1971.